# Campofiorito
Campofiorito (Campuciurutu en sicilien) est une commune italienne de 1 194 habitants de la province de Palerme, dans la région Sicile.

## Histoire
Un premier village remonte probablement à l'époque grecque. À l'époque romaine, il perdit de son importance, à tel point que lorsqu'il fut occupé par les Arabes, il fut détruit et réduit au village de Ballanūba, lieu de naissance d'un célèbre poète arabe de Sicile dont le livre de chants (Dīwān) fut étudié par Umberto Rizzitano (professeur de langue et de littérature arabes à Palerme dans la seconde moitié du XXe siècle).
Par la suite, la ville a pris le nom de Bellanova. Au XIIIe siècle, plus précisément en 1246, l'empereur Frédéric II de Hohenstaufen (empereur du Saint-Empire), après avoir combattu les musulmans, a chassé les occupants de Bellanova et les habitants chrétiens se sont déplacés vers l'actuel Campofiorito, donnant naissance à "Casale Bellanova".
Au terme d'un cycle d'héritages, de ventes et de successions, Casale Bellanova passe au prince Stefano Reggio, qui reçoit l'investiture du lieu le 5 décembre 1698. Cependant, lorsqu'après la moitié du XVIIIe siècle, son neveu, le prince Stefano Reggio-Gravina pensa utiliser le « droit de construire » du code civil de 1452 ("jus aedificadi") pour construire une nouvelle ville sur ces terres, il dut faire face à l'opposition féroce des notables de Corleone et de Bisacquino, qui ne pouvaient accepter la naissance d'une nouvelle agglomération urbaine en concurrence avec la leur.
Reggio aurait pu construire sa propre ville, mais aurait dû payer une compensation aux deux villes voisines qui sont Corleone et Bisacquino. Le jus aedificandi, accordé par Alphonse d'Aragon trois siècles plus tôt au procureur royal fiscal Giacomo De Playa (l'ancien concessionnaire du fief Batticani) lui permit de construire la ville. 
Batticani est passé sous l'autorité du prince Stefano Reggio-Saladino, puis à son neveu Stefano Reggio-Gravina, qui a fait construire les premières maisons à mi-chemin entre les fiefs de Batticani et de Scorciavacche. Stefano Reggio-Gravina a donc l'autorisation pour réaliser son ambitieux projet de faire passer les fiefs Batticani et Scorciavacche sous son autorité.
Le prince a d'abord appelé la ville en construction "Santo Stefano Reggio" et la construction a commencé en 1768. Les premières maisons, toutes de taille égale. La petite église de Santo Stefano, le saint patron du village, a été construite sur l'axe culminant de la colline du Calvario, à environ 700 m au-dessus du niveau de la mer.
Afin de peupler le nouveau village, le prince publia une proclamation, promettant la concession gratuite du terrain sur lequel construire la maison et le paiement de petites redevances pour les parcelles concédées en emphytéose. Beaucoup de gens sont venus des villages environnants, attirés par la promesse d'une maison et d'un travail. Déjà en 1798, Campofiorito comptait 775 habitants, jusqu'à ce qu'elle atteigne - dans les années 1950 - 2 500. Après les vagues de migration des années 1960, le nombre d'habitants s'est toutefois temporairement stabilisé à 1 700, un chiffre qui continue de baisser aujourd'hui. L'église de Santo Stefano, qui se trouve dans la Via Calvario, témoigne de la présence du prince. À l'intérieur de l'église se trouve également une pierre tombale en marbre avec des inscriptions latines, trouvée en 1935, probablement gravée par Stefano Reggio lui-même.

## Administration
Tableau des administrations successives de la municipalité :
| Nom                    | Parti Politique            | Période          | Période           |
| ---------------------- | -------------------------- | ---------------- | ----------------- |
| Luigi Guadagnino       | Democrazia Cristiana       | 12 Décembre 1987 | 26 Mai 1990       |
| Salvatore Eduardo Leto | Partito Comunista Italiano | 26 Mai 1990      | 17 Juillet 1993   |
| Maurizio Giordano      | Democrazia Cristiana       | 10 Juillet 1993  | 10 Février 1994   |
| Maurizio Giordano      | Sans parti                 | 13 Juin 1994     | 27 Mai 2003       |
| Giuseppe Sagona        | Sans parti                 | 17 Juin 2003     | 20 Mai 2013       |
| Giuseppe Oddo          | Sans parti                 | 11 Juin 2013     | Toujours en poste |

### Communes limitrophes
Bisacquino, Contessa Entellina, Corleone